# Rugby League Park
Der Rugby League Park (durch Sponsoring offiziell Orangetheory Stadium) ist ein Rugby-League-Stadion in der neuseeländischen Stadt Christchurch. Es wird neben dem Rugby League auch für Fußball und Rugby Union genutzt. Früher trug die Sportstätte die Namen Christchurch Stadium, Addington Showgrounds sowie AMI Stadium. Es ist im Besitz der Canterbury Rugby League. Es ist die Heimspielstätte der Canterbury Bulls, der South Island Scorpions und der Crusaders. Die 18.600 Zuschauern Platz bietende Anlage war einer der Austragungsorte der U-20-Fußball-Weltmeisterschaft 2015.
Das Stadion wurde beim Christchurch-Erdbeben am 22. Februar 2011 erheblich beschädigt und blieb mehr als ein Jahr bis März 2012 geschlossen. Die Tribünen mussten wegen der Schäden erneuert werden. Der große Lancaster Park mit 43.000 Plätzen wurde so stark beschädigt, dass er abgerissen werden musste. Die Crusaders mussten vorerst in den Rugby League Park übersiedeln. Am 6. Juli 2018 wurde das Stadion zu Ehren von Wyatt Crockett in Wyatt Crockett Stadium umbenannt. Am 6. April 2019 wurde bekannt, dass das Stadion in Christchurch den Namen Orangetheory Stadium erhalten werde. Das Stadion trägt den Sponsorennamen der Fitnessstudio-Kette Orangetheory Fitness. Im Juni des Jahres trat die Umbenennung in Kraft.